# The Scream
Az 1978-as The Scream a Siouxsie and the Banshees brit posztpunk együttes debütáló nagylemeze. Az együttest már az album megjelenése előtt elismerték koncertjeik miatt. Korábban már a Hong Kong Garden kislemezük is bekerült az Egyesült Királyság Top 10-be. Az album szerepel az 1001 lemez, amit hallanod kell, mielőtt meghalsz című könyvben.

## Az album dalai
|     | Cím                          | Szerző(k)                                                | Hossz |
| --- | ---------------------------- | -------------------------------------------------------- | ----- |
| 1.  | Pure                         | John McKay, Steven Severin, Kenny Morris, Siouxsie Sioux | 1:50  |
| 2.  | Jigsaw Feeling               | Severin, McKay                                           | 4:39  |
| 3.  | Overground                   | Severin, McKay                                           | 3:50  |
| 4.  | Carcass                      | Severin, Sioux, Fenton                                   | 3:49  |
| 5.  | Helter Skelter               | John Lennon, Paul McCartney                              | 3:46  |
| 6.  | Mirage                       | Severin, McKay                                           | 2:50  |
| 7.  | Metal Postcard (Mittageisen) | McKay, Sioux                                             | 4:14  |
| 8.  | Nicotine Stain               | Severin, Sioux                                           | 2:58  |
| 9.  | Suburban Relapse             | McKay, Sioux                                             | 4:12  |
| 10. | Switch                       | McKay, Sioux                                             | 6:49  |

## Közreműködők
- Siouxsie Sioux – ének
- John McKay – gitár, szaxofon
- Steven Severin – basszusgitár
- Kenny Morris – dob, ütőhangszerek
- Steve Lillywhite – producer, keverés
- Siouxsie & the Banshees – producer

## Fordítás
Ez a szócikk részben vagy egészben a The Scream (album) című angol Wikipédia-szócikk ezen változatának fordításán alapul.  Az eredeti cikk szerkesztőit annak laptörténete sorolja fel. Ez a jelzés csupán a megfogalmazás eredetét és a szerzői jogokat jelzi, nem szolgál a cikkben szereplő információk forrásmegjelöléseként.